# Gregório de Níssa
Gregório de Níssa (em grego: Γρηγόριος Νύσσης ou Γρηγόριος Νυσσηνός; Cesareia, Capadócia, 330 –  394/395) foi um teólogo, místico e escritor cristão. Padre da Igreja e irmão de Basílio Magno, faz parte, com este e com Gregório Nazianzeno, é um dos padres capadócios. Era neto de Santa Macrina Maior, filho de Basílio, o Velho e irmão de Santa Macrina, a Jovem.

## Biografia
Gregório foi um grego capadócio, nascido por volta de 335, provavelmente na cidade de Cesareia ou em suas imediações. Sua família era da aristocracia e, de acordo com Gregório de Nazianzo, eram cristãos. Sua mãe era Emília de Cesareia, e seu pai, um retórico, foi identificado como Basílio, o Velho, ou como "Gregório". Entre os seus oito irmãos estavam Santa Macrina, a Jovem, São Naucrácio, São Pedro de Sebaste e São Basílio Magno. O número preciso de filhos na família foi historicamente controverso: o comentário de 30 de maio na Acta Sanctorum, por exemplo, afirma inicialmente que eles eram em nove, antes de descrever Pedro como o décimo filho. Foi estabelecido que essa confusão ocorreu devido à morte de um filho na infância, levando a ambiguidades nos próprios escritos de Gregório. Os pais de Gregório havia sofrido perseguições pela sua fé: ele escreve que "tiveram seus bens confiscados por confessarem a Cristo". A avó paterna de Gregório, Macrina, a Velha, também é venerada como santa, e o avô materno foi mártir, como Gregório diz, "morto pelo ira imperial" sob a perseguição do imperador romano Maximino II. Entre os anos 320 e 340, a família reconstruiu sua fortuna, com o pai de Gregório trabalhado na cidade de Cesareia como advogado e retórico.
O temperamento de Gregório é dito ter sido quieto e manso, em contraste com seu irmão Basílio, conhecido por ser muito mais aberto ao se expressar. Gregório foi primeiramente educado em casa, por sua mãe Emília e sua irmã Macrina. Pouco se sabe sobre a educação que recebeu. Hagiografias apócrifas descrevem-no estudando em Atenas, mas esta é uma especulação provavelmente baseada na vida de seu irmão Basílio. Parece mais provável que ele tenha continuado seu estudos em Cesareia, onde lia literatura clássica, filosofia e talvez medicina. O próprio Gregório afirmou que os seus únicos professores foram Basílio, "Paulo, João e o resto dos Apóstolos e profetas".
Educado pelo seu irmão mais velho, Basílio Magno, Gregório de Níssa, influenciado pelos trabalhos de Orígenes e Platão, foi professor de retórica. Havia sido casado com Teosébia, a Diaconisa. Desiludido com a função de professor, tornou-se padre e eremita, sendo que sua mãe e uma irmã já haviam abraçado a vida monástica. Após um período em que se dedicou à vida espiritual em Cesareia, foi consagrado bispo de Níssa, na Capadócia - actual Turquia - em 371 e depois arcebispo de Sebaste. Personalidade benevolente e compassiva, foi violentamente atacado pelos adeptos do arianismo. Esteve preso por ordem de Demóstenes, governador do Ponto; escapou e foi deposto de sua sé episcopal, por se recusar a entrar em contendas que em pouco abonavam à caridade cristã. Depois da morte do imperador Valente, adepto desta corrente cristã herética, reassumiu o cargo em 378. Participou activamente no Primeiro Concílio de Constantinopla, realizado em 381. Combateu a heresia meleciana.

### Episcopado
Em 371, o imperador Valente dividiu a Capadócia em duas novas províncias, a Capadócia Prima e a Capadócia Secunda. Isso resultou em mudanças complexas nas fronteiras eclesiásticas, durante as quais várias novas dioceses foram criadas. Gregório foi eleito bispo da recém-erigida sé de Níssa em 372, presumivelmente com o apoio de seu irmão Basílio, o qual era metropolita de Cesareia. As práticas iniciais de Gregório como bispo comumente iam contra aquelas de Basílio; por exemplo, enquanto seu irmão condenava os seguidores sabelianistas de Marcelo de Ancira como hereges, Gregório pode ter tentado reconciliá-los com a Igreja.
Gregório enfrentou oposição ao seu episcopado em Níssa e, em 373, Anfilóquio, bispo de Icônio, teve de visitar a cidade para acalmar o descontentamento. Em 375, Demóstenes do Ponto reuniu um sínodo em Ancara para julgar Gregório sob as acusações de desvio de fundos da igreja e ordenação irregular de bispos. Ele foi preso por tropas imperiais no inverno do mesmo ano, mas escapou para um local desconhecido. O sínodo de Níssa, o qual se reuniu na primavera de 376, o depôs. Entretanto, Gregório obteve sua sé novamente em 378, talvez por conta de uma anistia promulgada pelo novo imperador, Graciano. No mesmo ano Basílio morreu, e apesar da relativa falta de importância de Níssa, Gregório assumiu muitas das antigas responsabilidades de seu irmão no Ponto.

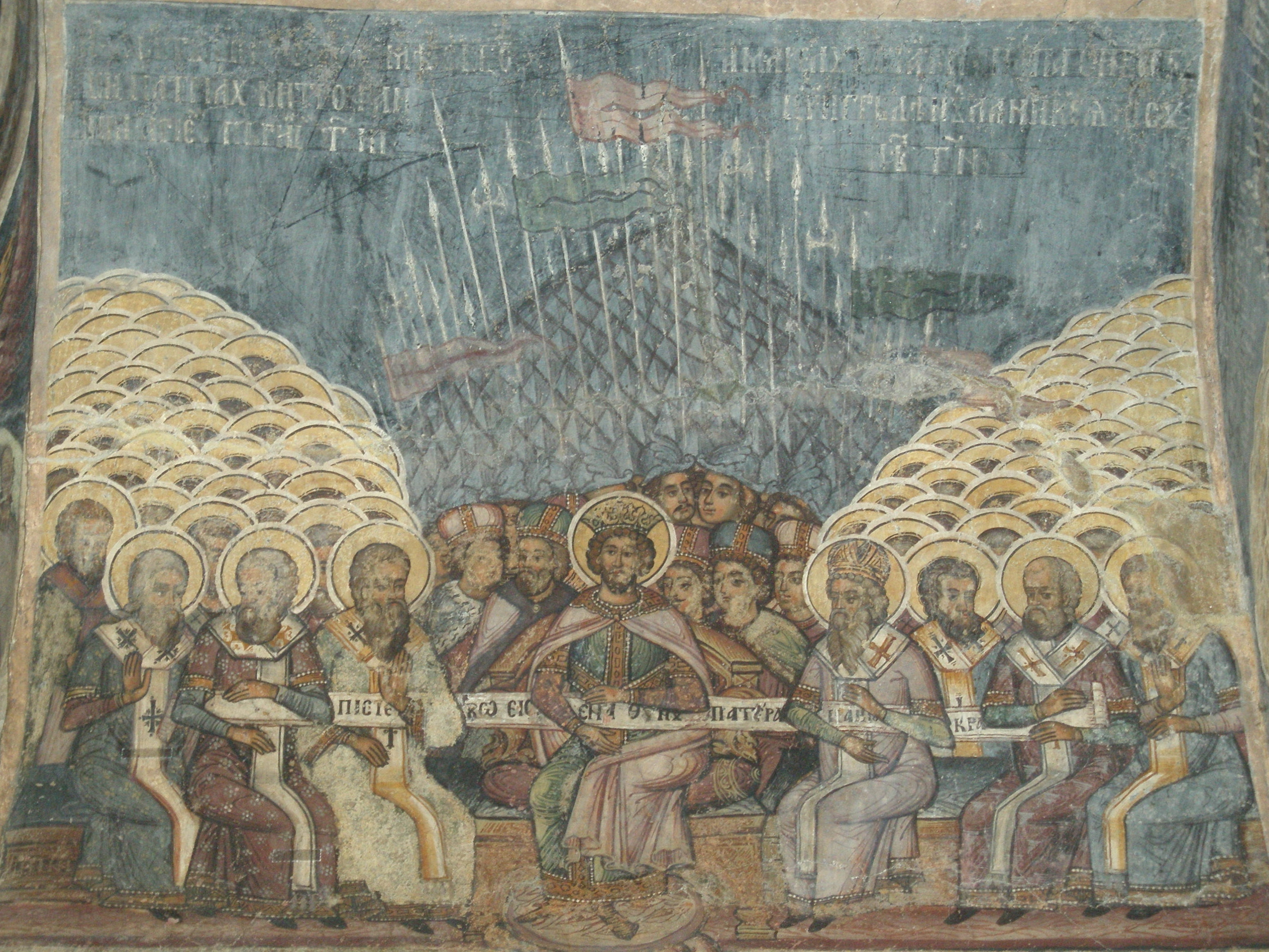
Primeiro Concílio de Niceia, afresco no Monastério Stravopoleos, na Romênia

Ele esteve presente no Sínodo de Antioquia em abril de 379, onde, sem sucesso, tentou reconciliar os seguidores de Melécio de Antioquia com os de Paulino. Após visitar a vila de Anisa para ver sua irmã moribunda, Macrina, ele retornou para Níssa em agosto. Em 380, viajou até Sebaste, na província da Armênia Prima, para apoiar um candidato pró-Niceno como bispo daquela diocese. Para sua surpresa, ele próprio foi eleito para o cargo, talvez por conta da associação da população local entre ele e seu irmão. Entretanto, Gregório era profundamente desgostoso da relativamente não helenizada sociedade da Armênia, e foi confrontado com uma investigação acerca de sua ortodoxia, movida pelos oponentes locais da teologia de Niceia. Depois de vários meses de estadia, um substituto foi encontrado — provavelmente o irmão de Gregório, Pedro, que era bispo de Sebaste desde 381 — e ele regressou a Níssa para escrever os livros I e II de "Contra Eunômio".
Gregório participou do Primeiro Concílio de Constantinopla (381), e talvez fez ali seu famoso sermão In suam ordinationem. Ele foi escolhido para fazer o elogio durante o funeral de Melécio, o qual aconteceu durante o concílio. O concílio enviou Gregório em missão para a Arábia, possivelmente para resolver a situação em Bostra onde dois homens, Agapius e Badagius, afirmavam ser o bispo local. Se esse for o caso, Gregório não obteve êxito, já que a sé permanecia contestada em 394. Ele então viajou até Jerusalém, onde Cirilo de Jerusalém enfrentava oposição do clero local devido ao fato de que ele tinha sido ordenado por Acácio de Cesareia, adepto da heresia ariana. A tentativa de Gregório de mediar a situação foi mal sucedida e ele próprio foi acusado de ter visões cristológicas heterodoxas. Seu novo reinado em Níssa foi marcado por conflito com seu metropolita, Heládio. Gregório estava presente num sínodo que se reuniu em 394 em Constantinopla para discutir os problemas ainda existentes em Bostra. Apesar de o ano de sua morte ser desconhecido, geralmente é aceito que ele morreu nesse ano.

## A obra teológica

De virginitate

Gregório de Níssa é, dos padres capadócios, o mais versátil e o que teve mais êxito. Os seus escritos revelam uma grande profundidade de pensamento. Contudo, apesar de mostrar influências da retórica, o seu estilo é muitas vezes pesado e sobrecarregado.
De entre as suas obras devem ser realçadas: "A Grande Catequese"; "Diálogo com Macrina sobre a Alma e a Imortalidade"; "Sobre a Virgindade"; "Sobre a Criação do Homem"; "Comentário ao Cântico dos Cânticos e às oito bem-aventuranças"; "Sobre o amor dos Pobres"; "Sobre a Divindade do Filho e do Espírito Santo"; "A Vida de Moisés".

## Traços de um pensamento
Gregório de Níssa é superior aos outros padres capadócios no que se refere à teologia especulativa e à mística. Depois de Orígenes, é o primeiro a fazer uma exposição orgânica e sistemática da fé.

### Teologia e filosofia
“ A Solicitude amorosa de Deus:
Doente, nossa natureza precisava ser curada; decaída, ser reerguida; morta, ser ressuscitada. Havíamos perdido a posse do bem, era preciso no-la restituir. Enclausurados nas trevas, era preciso trazer-nos à luz; cativos, esperávamos um salvador; prisioneiros, um socorro; escravos, um libertador. Essas razões eram sem importância? Não eram tais que comoveriam a Deus a ponto de fazê-lo descer até nossa natureza humana para visitá-la, uma vez que a humanidade se encontrava em um estado tão miserável e tão infeliz?.”

— Grande Catequese 15.
Gregório de Níssa foi, no século IV, aquele que mais utilizou a filosofia nas suas reflexões. Tal como Orígenes, critica a esterilidade da filosofia pagã, mas advoga um discreto uso dela, ao serviço da teologia cristã, a fim de resgatar a sabedoria pagã (a que reconhece a existência), e dar-lhe um fim elevado. Considera que a filosofia não pode ser independente ou absoluta, pois deve harmonizar-se com a Escritura.
Gregório de Níssa recorre muito a filósofos pagãos, mas mantendo sempre uma atitude cristã. Foi influenciado sobretudo por Platão, pelo neoplatonismo e também por elementos estoicos. Era convicção sua que devia utilizar a razão para procurar demonstrar os mistérios da Revelação. Contudo, na impossibilidade de o fazer, considerava que a fé havia que ser transmitida tal como fora recebida.

### A Trindade
Para explicar este mistério, Gregório de Níssa recorre a Platão, enveredando por uma explicação demasiado realista: compara a natureza divina à humana, referindo que ao dizermos “homem” queremos referir a natureza humana, de modo que não poderemos dizer “três homens”. Com isto, mostra admitir a ideia platônica de que há uma só essência para muitos indivíduos, confundindo o abstrato com o concreto. Para explicar a Trindade, defende que a ideia católica, universal, é algo real.
A distinção das pessoas divinas dá-se somente nas suas relações imanentes. A ação externa é una e comum às três pessoas. A distinção dá-se no imanente, entre o que gera e o que é gerado. O Espírito Santo procede do Pai através do Filho, contudo, o Espírito de Deus é também Espírito do Filho. Gregório de Níssa vai mais além do que os outros no aprofundamento das relações entre o Espírito Santo e Cristo.

### Cristologia
Gregório de Níssa apresenta uma nítida distinção entre as duas naturezas de Cristo. Não existe confusão quando consideramos cada uma delas em si mesma. Assim, nem a carne existe desde sempre, nem o Verbo começou a existir no fim dos tempos. Em relação aos restantes atributos de Cristo, conserva-se esta distinção, podendo uns ser atribuídos à sua natureza humana e outros à sua natureza divina. No entanto, Gregório de Níssa admite totalmente a communicatio idiomatum: por causa da união, os atributos próprios de cada uma das naturezas pertencem a ambas.
As duas naturezas continuam distintas mesmo após a exaltação de Cristo. Mas, apesar destas duas naturezas, existe em Cristo uma só pessoa.

### Mariologia
Gregório de Níssa, como vimos, defende a realidade da natureza humana e divina de Cristo. Ora, o Filho de Deus tomou a natureza humana a partir da Virgem Maria. Assim, ela pode com propriedade ser chamada Mãe de Deus (Teótoco).
Gregório de Níssa defende ainda a virgindade de Maria, mesmo durante o parto, dizendo que nem o nascimento destruiu a virgindade, nem a virgindade impediu o nascimento.

### Antropologia
A antropologia de Gregório de Níssa caracteriza-se pela descrição do Homem como o ponto de convergência da natureza e do espírito. Criado e plasmado à semelhança de Deus, o Homem é um ser privilegiado pois foi dotado pelo Criador, por Deus, de todos os bens. Criado para ser participante, pela Graça, da divindade, é dotado de livre arbítrio que, ao mesmo tempo, o dota de uma certa inconstância. Por o livre arbítrio ser criado, é igualmente propenso para a mutabilidade, isto é, para a possibilidade de fazer o Homem escolher o bem ou o mal ("A Grande Catequese" 6, 28 C). Para Gregório o mal é, precisamente, esta escolha livre de optar contra Deus: não é "algo", mas a inexistência de algo que deveria existir, a saber, a decisão por Deus ("A Grande Catequese" 5, 24 C). Este estado não é, porém, irreversível, pois - como aduz continuamente ao longo da sua Teologia -, segundo a Bíblia todo o Homem foi chamado a uma Nova Vida em Jesus Cristo que o pode levar, ao cooperar com os dons deste, à restauração da semelhança com Deus perdida pelo pecado. Para Gregório, Jesus só pôde salvar o Homem na medida em que, como atestam incoativa, mas inequivocamente, os textos bíblicos, era «verdadeiramente Homem e verdadeiramente Deus», pois «aquilo que Deus não assumiu, não redimiu».

### Escatologia
Gregório de Níssa, neste ponto, mostra-se bastante fiel a Orígenes, partilhando com ele, principalmente, a doutrina da apocatástase. Para S. Gregório, as penas infernais nunca poderão ser eternas, mas apenas temporárias, e têm um sentido de purificação. Apesar de ameaçar, nos seus escritos, os pecadores com o fogo eterno, tal expressão tem para ele o significado dum longo período de tempo, pois não pode conceber uma separação definitiva entre Deus e as suas criaturas. Assim, no final dos tempos, toda a criação será reintegrada à sua finalidade, tal qual afirmava o alexandrino.

## Misticismo
A teologia mística é, em Gregório de Níssa, um dos pontos cimeiros. Ultimamente, foi dada a importância devida a esta dimensão da sua obra, reconhecendo-se o seu contributo para a mística cristã e a sua influência, directa ou indirecta, em muitos teólogos místicos posteriores.

### A imagem de Deus no homem
À semelhança de variados filósofos, S. Gregório concebe o homem como um microcosmos: ele exibe em si, na devida proporcionalidade, a mesma ordem que encontramos no universo. Contudo, a sua maior grandeza está, não em ser à imagem do universo, mas sim à imagem de Deus. O homem é ícone de Deus, devido aos dons com que a sua alma está dotada: razão, livre arbítrio e virtude. Por isso, o homem é superior a todas as criaturas do mundo, porque nenhuma, senão ele, foi feita à imagem de Deus.

### Intuição de Deus
A semelhança com Deus permite ao homem conhecê-Lo, pois, como diziam os antigos (e S. Gregório partilha a ideia), o “semelhante é conhecido pelo semelhante”. A imagem de Deus que existe em cada homem supera todas as insuficiências da sua humana fragilidade e permite alcançar a visão mística de Deus.
“A divindade é pureza, ausência de toda a paixão e separação de todo o mal. Se em ti existe tudo isto, Deus está efectivamente em ti. Por conseguinte, se o teu pensamento não tem mistura de mal e está livre de toda a paixão e livre de mancha, és feliz pela tua clarividência, pois, por estares purificado, podes perceber o que é invisível para os que não estão purificados” (6.º sermão sobre as bem-aventuranças)
Esta visão mística é antecipação da visão beatífica, “uma divina e sóbria embriaguez”, graça que só pode ser dada a quem estiver disposto a uma purificação total, a fim de encontrar Deus dentro de si.

### A ascensão mística
A partir de tudo isto, é possível ao homem subir ao Céu, para junto de Deus. Ao tornar-se semelhante a Deus, pela prática das virtudes, o homem passa automaticamente à vida celeste, pois o Céu não é um lugar físico. A escolha do bem comporta de imediato a posse do mesmo bem; ao escolher Deus, o homem tem Deus consigo. E se tem Deus consigo, está em Deus, onde Deus está. O convite divino é a passarmos para outro lugar.